# Francia en los Juegos Olímpicos de Cortina d'Ampezzo 1956
Francia estuvo representada en los Juegos Olímpicos de Cortina d'Ampezzo 1956 por un total de 32 deportistas que compitieron en 6 deportes.  
El portador de la bandera en la ceremonia de apertura fue el esquiador alpino James Couttet. El equipo olímpico francés no obtuvo ninguna medalla en estos Juegos.